# Saving Face
Saving Face è un documentario del 2012 diretto dallo statunitense Daniel Junge e dalla giornalista pakistana Sharmeen Obaid-Chinoy.
Nell'ambito dei Premi Oscar 2012 il documentario ha vinto nella categoria miglior cortometraggio documentario.

## Trama
In Pakistan migliaia di donne ogni anno vengono aggredite e sfigurate in volto con l'acido a causa di una mentalità che le vede totalmente sottoposte all'uomo. Un medico pakistano decide di tornare in patria dall'Inghilterra per curare queste donne e ridare loro dignità.